# (25759) 2000 BH30
(25759) 2000 BH30 est un astéroïde de la ceinture principale d'astéroïdes découvert en 2000.

## Description
(25759) 2000 BH30 a été découvert le 25 janvier 2000 à l'observatoire astronomique de Bergisch Gladbach en Allemagne par Wolf Bickel.

### Caractéristiques orbitales
L'orbite de cet astéroïde est caractérisée par un demi-grand axe de 2,45 UA, un périhélie de 1,96 UA, une excentricité de 0,20 et une inclinaison de 1,79° par rapport à l'écliptique. Du fait de ces caractéristiques, à savoir un demi-grand axe compris entre 2 et 3,2 UA et un périhélie supérieur à 1,666 UA, il est classé, selon la JPL Small-Body Database, comme objet de la ceinture principale d'astéroïdes.

### Caractéristiques physiques
(25759) 2000 BH30 a une magnitude absolue (H) de 15,5 et un albédo estimé à 0,074.